# Diócesis de Pionyang
La diócesis de Pionyang (en latín: Dioecesis Pyeongyangen(sis) y en coreano: 천주교 평양교구) es una circunscripción eclesiástica latina de la Iglesia católica en Corea del Norte, sufragánea de la arquidiócesis de Seúl. La diócesis es sede vacante circa 1950 y se encuentra impedida por la dictadura desde 1949.

## Territorio y organización
La diócesis extiende su jurisdicción sobre los fieles católicos de rito latino residentes en el área metropolitana de la ciudad de Pionyang y las provincias de P'yŏngan del Sur, P'yŏngan del Norte y parte de la provincia de Chagang.
La sede de la diócesis se encontraba en la ciudad de Pionyang, pero la catedral fue destruida por fuerzas de Estados Unidos durante la guerra de Corea. La persecución de cristianos en Corea del Norte desde 1949 hizo imposible toda actividad eclesiástica en la diócesis. Sin embargo, aunque no se conoce el número de fieles católicos dentro de su territorio, la diócesis sigue formalmente existiendo. El 30 de junio de 1988 el Gobierno norcoreano creó la Asociación Católica Coreana como una Iglesia estatal para control de los católicos en el territorio de Corea del Norte. Sin embargo, no tiene vínculos con la Santa Sede ni existen sacerdotes en el país. En 1988 el Gobierno comunista, en un esfuerzo por mostrarse como tolerante a la religión, permitió la construcción de una nueva catedral en Changchung, operada por la Asociación Católica Coreana.
La Asociación Católica Coreana dividió el territorio de Corea del Norte en 3 distritos, uno de los cuales es Pionyang. De acuerdo a fuentes laicas, unos 200 fieles asisten a los servicios religiosos dominicales en la Catedral de Changchung. En todo el país habría unos 3000 católicos y 500 lugares de culto bajo el control de la Asociación Católica Coreana.
Desde 1975 el arzobispo de Seúl actúa como administrador apostólico de Pionyang, aunque no tiene ninguna injerencia en la diócesis porque las actividades religiosas no están permitidas en el territorio.

## Historia
Los primeros misioneros católicos llegaron a Corea en 1794, una década después del regreso de Yi Sung-hun, un diplomático que fue el primer coreano bautizado en Pekín. En 1801 ya había más de 10 000 conversos, pero ese mismo año los cristianos se negaron a realizar los rituales ancestrales confucianos, y el gobierno de la Dinastía Joseon prohibió el proselitismo del cristianismo y tuvo lugar la primera persecución de cristianos en Corea, en la que fueron martirizados más de 300 cristianos.
El área de Pionyang fue la región de mayor introducción del catolicismo en Corea, a tal punto que llegó a ser llamada la "Jerusalén coreana". Nuevas persecuciones anticristianas se produjeron en 1839, 1846 y 1865/1866, estimándose en 10 000 el número de mártires que produjeron, especialmente en el norte de Corea. La Sociedad de las Misiones Extranjeras de París comenzó a misionar directamente en el área de P'yŏngan en 1895 a través del padre Ludovicus Le Gendre, que estableció una parroquia trasladada a Pionyang en mayo de 1898. El 22 de agosto de 1910 el Imperio de Corea fue anexado al Imperio de Japón. En mayo de 1923 la sociedad Maryknoll tomó a su cargo la misión en Pionyang.
La prefectura apostólica de Hpyeng-yang fue erigida el 17 de marzo de 1927 con el breve Quae fidelium del papa Pío XI separando territorio del vicariato apostólico de Seúl (hoy arquidiócesis).
El 17 de marzo de 1929 asumió el nombre de prefectura apostólica de Peng-yang con el breve Litteris Apostolicis del papa Pío XI.
El 11 de julio de 1939, por efecto de la bula Si catholica del papa Pío XII, la prefectura apostólica fue elevada a vicariato apostólico con el nombre de vicariato apostólico de Heijo.
Tras el Ataque a Pearl Harbor y el comienzo de la guerra entre Japón y Estados Unidos, en junio de 1942 los sacerdotes y monjas pertenecientes a la sociedad Maryknoll fueron deportados de Corea. En febrero de 1944 la Catedral de Pionyang fue requisada por las autoridades japonesas y demolida. Cuando la Segunda Guerra Mundial llegó a su fin y los japoneses se rindieron en Corea, la diócesis de Pionyang cayó bajo el control de las fuerzas de ocupación soviéticas, ya que quedó al norte del paralelo 38 norte que dividió la península coreana. En agosto de 1946 comenzó la construcción de una nueva catedral en Pionyang. El 9 de septiembre de 1948 fue proclamada la República Popular Democrática de Corea, que en diciembre de 1948 solicitó la transferencia del edificio de la catedral al Comité Popular de Pionyang, lo que fue rechazado. En mayo de 1949 el obispo Francis Hong Yong-ho fue secuestrado y los 14 sacerdotes de la diócesis fueron arrestados. El régimen comunista abolió las escuelas de fundación católica y confiscó la propiedad religiosa.
El 12 de julio de 1950 cambió de nuevo su nombre a vicariato apostólico de Pyong-Yang. El 25 de junio de 1950 comenzó la guerra de Corea y la persecución anticristiana se intensificó. Cuando las fuerzas de las Naciones Unidas capturaron Pionyang en octubre de 1950, dos sacerdotes pudieron regresar a la ciudad desde Corea del Sur, pero debieron abandonarla en noviembre de 1950 ante la llegada desde China del Ejército Popular de Liberación, que restableció el comunismo. A los sacerdotes de Pionyang que lograron escapar se les permitió servir en la arquidiócesis de Seúl y en Busan. Posteriormente fueron ordenados nuevos sacerdotes y se formó una comunidad en espera del futuro regreso a la diócesis.
El 10 de marzo de 1962, mediante la bula Fertile Evangelii del papa Juan XXIII, el vicariato apostólico fue elevado a diócesis y tomó su nombre actual.
Hasta el 1 de julio de 2013 el Anuario Pontificio la indicaba dirigida por el obispo Francis Hong Yong-ho, que habría superado los cien años (nació el 12 de octubre de 1906). Pero de hecho, no se habían tenido noticias de él desde que fue encarcelado en 1949 y desapareció poco después.
En 1998 el obispo auxiliar Andrew Choi Chang-mou de Seúl visitó Pionyang como delegado del cardenal Stephen Kim Sou-hwan, siendo la primera visita pastoral a Corea del Norte de un obispo coreano desde la guerra de Corea. El obispo Andrew Choi Chang-mou celebró una misa en la Catedral de Changchung.

## Episcopologio
Prefectos apostólicos de Hpyeng-yang
- Patrick Joseph Byrne, M.M. (9 de noviembre de 1927-17 de marzo de 1929 nombrado prefecto apostólico).

Prefectos apostólico de Peng-yang
- Patrick Joseph Byrne, M.M. (17 de marzo de 1929-12 de agosto de 1929 renunció)
- John Edward Morris, M.M. (1 de abril de 1930-1937 falleció)

Vicarios apostólicos de Heijō
- William O'Shea, M.M. (11 de julio de 1939-27 de febrero de 1945 falleció)
- Francis Hong Yong-ho (24 de marzo de 1944-12 de julio de 1950 nombrado vicario apostólico, se desconoce si vivía entonces)

Vicarios apostólicos de Pionyang
- Francis Hong Yong-ho (12 de julio de 1950-? falleció probablemente antes de su nombramiento)
  - George Carroll, M.M. (noviembre de 1950-1975) (administrador apostólico impedido)

Obispos de Pionyang
- - Stephen Kim Sou-hwan † (10 de junio de 1975-6 de junio de 1998 retirado) (administrador apostólico impedido)
  - Nicholas Cheong Jin-suk † (6 de junio de 1998-10 de mayo de 2012 retirado) (administrador apostólico impedido)
  - Andrew Yeom Soo-jung (10 de mayo de 2012-28 de octubre de 2021 retirado) (administrador apostólico impedido)
  - Peter Chung Soon-taek, O.C.D., desde el 28 de octubre de 2021 (administrador apostólico impedido)

## Estadísticas
De acuerdo al Anuario Pontificio 2002 la diócesis tenía a fines de 1963 un total de 20 sacerdotes. Posteriormente no se actualizaron las cifras.
| Año                                                                             | Población            | Población | Población      | Sacerdotes | Sacerdotes    | Sacerdotes    | Bautizados por sacerdote | Diáconos permanentes | Religiosos | Religiosos | Parroquias |
| Año                                                                             | Bautizados católicos | Total     | % de católicos | Total      | Clero secular | Clero regular | Bautizados por sacerdote | Diáconos permanentes | Varones    | Mujeres    | Parroquias |
| ------------------------------------------------------------------------------- | -------------------- | --------- | -------------- | ---------- | ------------- | ------------- | ------------------------ | -------------------- | ---------- | ---------- | ---------- |
| 1963                                                                            |                      |           |                | 20         | 20            |               | 0                        |                      |            | 59         |            |
| Fuente: Catholic-Hierarchy, que a su vez toma los datos del Anuario Pontificio. |                      |           |                |            |               |               |                          |                      |            |            |            |